# (555) Норма
(555) Норма (лат. Norma) — астероид главного пояса, который принадлежит к тёмному спектральному классу B и входит в состав семейства Фемиды. Он был открыт 14 января 1905 года немецким астрономом Максом Вольфом в обсерватории Хайдельберг и назван в честь персонажа оперы Норма итальянского композитора Винченцо Беллини.

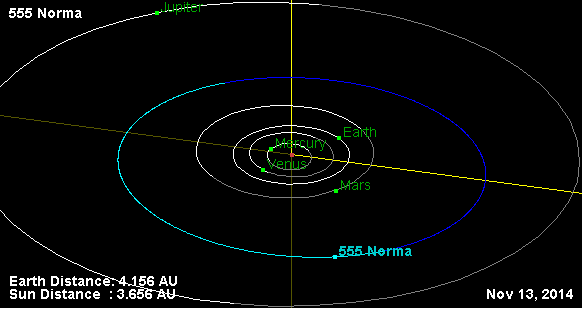
Орбита астероида Норма и его положение в Солнечной системе